# Rhythmbox
Rhythmbox er en lydafspiller og mediebibliotek til GNU/Linux baserede styresystemer. Afspilleren er oprindeligt inspireret af iTunes fra Apples Mac OS. Rhythmbox er fri software, der er designet til at integrere fint i GNOME skrivebordsmiljøet og bruger GStreamer som medie-framework. Det er i nuværende tidspunkt under aktiv udvikling.
Der findes en dansk oversættelse til Rhythmbox, som opdateres løbende. Det er Dansk-gruppen der står for at vedligeholde den danske oversættelse, og det er dem man skal kontakte hvis der er fejl og rettelser til oversættelsen.

## Egenskaber
Rhythmbox tilbyder et stigende antal egenskaber, såsom:

### Musikafspilning
Afspilning fra et bredt udvalg af digitale kilder er understøttet. Den mest normale afspilning er musik som er gemt lokalt som filer på computeren ("Biblioteket"). Rhythmbox understøtter desuden afspilning af strømme Internet radio og podcast. Replay Gain standarden er understøttet, så hver sang løbende lydstyrkereguleres.
Søgning i og sortering af musikken i biblioteket er muligt. Spillelister kan oprettes for at gruppere og opsætte musik. Brugere kan også oprette "automatiske spillelister", som automatisk bliver opdateret (som en databaseforespørgelse) baseret efter brugerbestemte regler og udvalgte kriterier. Musik kan afspilles i tilfældig rækkefølge eller gentagelsestilstand.
Sangvurderinger er understøttet og benyttes af "tilfældig sang"-algoritmen, så højere vurderede sange spilles hyppigere. Det er muligt at til vælge en understøttelse for automatisk vurdering.
Glidende overgang mellem sangene. Når man starter og stopper for afspilningen skrues der langsomt op og ned for lydstyrken.

### Musikimportering
- Lyd-cd importering
- Omfattende lydformat understøttelse ved brug af GStreamer
- iPod understøttelse

### Lyd-cd skrivning
Rhythmbox kan oprette lyd-cd'er fra spillelister.

### Albumomslag
Rhythmbox kan vise omslag af det aktuelle album der afspilles. I stedet for at læse det indlejrede ID3 mærke for album omslag, så søger modulet på internettet for at finde det relevante omslag.

### Sangtekster
Rhythmbox kan vise sangtekster på den spillende sang. Sangteksterne hentes fra uafhængige arkiver på internettet såsom leolyrics.

### Last.fm
Rhythmbox kan indsende afspillede sanges information til din Last.fm-konto. Det er desuden muligt at afspille Last.fm's musikstrøm, som er baseret på din musiksmag.

### Jamendo
Rhythmbox er fuldt integreret med Jamendo's musikbibliotek. Du kan lytte til den frie (fri som i frihed) musik i dens fulde længde uden forstyrrende reklamer. Lyd-kvaliteten er i top, og musikken distribueres helt i tråd med åbne-standarder.

### DAAP-deling
DAAP-deling gør dig i stand til at dele dit musikbibliotek med andre Rhythmbox brugere på dit  lokalnetværk. Det eneste man skal gøre er at til vælge delingen i indstillinger, så kan andre afspille ens musik over netværket. Det er desuden muligt at beskytte sin deling med et kodeord.

### Enheder
Rhythmbox gør brug af Linux Hardware Abstraction Layer (HAL) til at finde afspilningsenheder.